# Nacimiento (Chili)
Pour les articles homonymes, voir Nacimiento.
Nacimiento est une ville et une commune du Chili faisant partie de la Province de Biobío, elle-même rattachée à la Région du Biobío. En 2012, la population de la commune s'élevait à 26 828 habitants. La superficie de la commune est de 935 km2 (densité de 29 hab./km²),.

## Situation
Le territoire de la commune se trouve à cheval sur la vallée centrale du Chili et la Cordillère de la Côte avec des sommets culminant à environ 900 mètres. L'agglomération principale, se trouve au pied de la Cordillère sur la rive sud du Rio Biobio à son confluent avec le rio Vergara. Nacimiento est située à 489 kilomètres à vol d'oiseau au sud-sud-ouest de la capitale Santiago et à 28 kilomètres à l'ouest de Los Ángeles capitale de la Province de Biobío.

## Historique
La fondation de l'agglomération par le gouverneur espagnol du Chili Alonso de Rivera remonte au 24 décembre 1603 ce qui lui vaut son nom (en espagnol Nacimiento signifie Nativité par référence à la naissance de Jésus-Christ). Le fort construit se situe à la limite du territoire mapuche et est destiné à contrôler les mouvements de ces tribus. Il est détruit lors des soulèvements mapuches, en 1665, 1724 et 1739. Il adopte son emplacement actuel lors de sa reconstruction en 1749. Nacimiento est longtemps restée une ville frontière avant son décollage économique au XXe siècle. Le centre historique a été détruit par les tremblements de terre de 1939 et 1960.

## Économie
Nacimiento est un centre de production important de pâte à papier. Celle-ci est produite dans des usines du groupe chilien Empresas CMPC.

Position de Nacimiento (en rouge) au sein de la Région du Biobío.